# スクウィーク
スクウィーク（Skweek）は、フランスのLoriciel社が開発・発売したパズルゲーム。アメリカでは「Slider」というゲーム名で発売された。
1989年にAmiga、Atari ST、Amstrad CPCの3機種でリリース。1991年にはゲームギアとPCエンジンに移植され、2013年にはiOS版がリリースされた。ゲームギア版とPCエンジン版はビクター音楽出版（現在のJVCケンウッド・ビクターエンタテインメント）が移植を行っており、日本では1991年4月26日にゲームギア版が、8月2日にPCエンジン版が発売されている。

## 概要
プレイヤーはオレンジ色の毛皮をまとったキャラクター「スクウィーク」になって、モンスターを倒したり、時間経過でランダムに出現するアイテムを駆使したり、様々な仕掛けを掻い潜りながら、制限時間内にステージ上の青いパネルを全て赤く塗り替えていくのが目的である。ステージをクリアするためには、順序よくパネルを赤くしていくにはどう操作すれば良いかを考えながらプレーする必要がある。
全99ステージ。各ステージにはパスワードが割り振られており、パスワード入力画面で始めたいステージのものを正しく入力できれば、途中からプレーを再開することができる。